# Crimes de guerre lors de la guerre de Gaza
Pour un article plus général, voir Guerre à Gaza depuis 2023.
Depuis l'attaque du Hamas contre Israël le 7 octobre 2023, le Conseil des droits de l'homme de l'ONU a identifié des « preuves claires » de crimes de guerre commis à la fois par le Hamas et par les forces de défense israéliennes lors de la guerre de Gaza depuis 2023. Selon une commission des Nations unies chargée du conflit israélo-palestinien, il existe « des preuves claires que des crimes de guerre pourraient avoir été commis lors de la dernière explosion de violence en Israël et à Gaza, et que tous ceux ayant violé le droit international et pris pour cible des civils doivent être tenus responsables »,,. Le 27 octobre, un porte-parole du HCDH appelle à un tribunal indépendant pour examiner les crimes de guerre potentiels commis par les deux parties.
La Cour pénale internationale confirme que son mandat d'enquête sur les crimes de guerre présumés commis depuis juin 2014 dans l'État de Palestine s'étend au conflit actuel.

## Par toutes les parties

### Ciblage des journalistes
Le 1er novembre, Reporters sans frontières demande l'ouverture d'une enquête prioritaire à la Cour pénale internationale pour crimes de guerre sur l'assassinat de neuf journalistes.

### Boucliers humains
Les forces de défense israéliennes affirment que le Hamas utilise des civils comme boucliers humains,. Cette allégation reçoit le soutien des alliés d’Israël, notamment du Royaume-Uni, des États-Unis, de l'Australie et de la Commission européenne mais n'a été confirmé pas aucune agence de presse indépendante,. L'armée israélienne affirme en outre que les otages des groupes militants sont utilisés comme boucliers humains. Human Rights Watch souligne l'illégalité de l’utilisation d’otages ou de toute autre personne détenue comme boucliers humains.
Tous les combattants, y compris les insurgés, sont soumis au droit de la guerre. Louis René Beres (en) analyse le placement de moyens militaires au milieu des populations civiles palestiniennes, le qualifiant de crime clair et punissable au regard du droit international. L'acte de perfidie, décrit comme une « infraction grave » à l'article 147 de la Quatrième Convention de Genève, est interdit par la Première et la Seconde conférence de La Haye, qui interdit de placer des moyens ou du personnel militaires dans des zones peuplées de civils. De plus, le premier Protocole de 1977, complétant les Conventions de Genève de 1949, contient des interdictions connexes en matière de perfidie. Ces réglementations sont appliquées non seulement par les traités mentionnés, mais également par le droit international coutumier, comme l'indique l'article 38 du Statut de la Cour internationale de Justice.
En octobre 2024, le New York Times rapporte que l'armée israélienne utilise des Palestiniens comme boucliers humains. Des civils Palestiniens ont été forcés d’explorer des maisons ou des tunnels potentiellement piégés à l’explosif par le Hamas. L'enquête du New York Times révèle que soldats et agents de renseignement israéliens ont régulièrement utilisé depuis le 7 octobre 2023 des civils gazaouis pour explorer des zones possiblement piégées,. L'enquête du New York Times s'ajoute à celle produite par le journal israélien Haaretz,. L'ONG de vétérans de l'armée israélienne Breaking the Silence rapporte les témoignages de trente soldats qui ont combattu à Gaza entre le 27 décembre 2023 et le 18 janvier 2024, et qui mettent en cause plusieurs pratiques violant le droit international mais « acceptées » selon leurs termes au sein de Tsahal, dont l'usage de boucliers humains ; l'armée israélienne rejette ces accusations, alléguant que « la plupart des témoignages sont anonymes et manquent de détails ».

## Par le Hamas et d'autres groupes terroristes palestiniens
Déterminer l’applicabilité des lois de la guerre pour les groupes militants est une question difficile, car le Conseil de l’Europe et le Comité international de la Croix-Rouge notent que le droit international traite la guerre et le terrorisme comme des catégories juridiques distinctes,. Si le terme « droit international » concerne les États, il s’applique également aux forces armées insurgées et terroristes. Même si une insurrection est considérée comme légale – c’est-à-dire qu’elle répond aux critères de « juste cause », elle doit adhérer aux principes des « justes moyens ». Concernant le Hamas et ses combattants des brigades Izz al-Din al-Qassam, même s’ils ont le droit [présumé] de lutter contre ce qu’ils appellent « l’occupation israélienne », ils doivent néanmoins respecter les règles juridiques de « discrimination », de « proportionnalité » et de « nécessité militaire ».
Comme une trentaine d'autres pays,, l'État d'Israël considère le Hamas comme une organisation terroriste en raison des crimes, attentats et actions violentes qu'elle a commis depuis longtemps contre des civils en Israël et dans le monde. D'autres pays considèrent également le Hamas comme une organisation terroriste, notamment les États-Unis, le Royaume-Uni, l'Union Européenne - mais d’autres organismes internationaux interprètent ses actions dans le cadre des lois de la guerre. Le 9 octobre, Human Rights Watch déclare que le ciblage apparent des civils, les attaques aveugles et la prise d'otages par le Hamas constituent des crimes de guerre,. Selon le HCDH, la prise d'otages et l'utilisation de boucliers humains constituent des crimes de guerre. Le chef des droits de l'homme des Nations unies, Volker Türk, estime que les « horribles massacres » commis le 7 octobre en Israël par des groupes palestiniens constituent des violations du droit international. Le 20 mai 2024, le procureur général Karim Khan de la Cour pénale internationale requiert des mandats d’arrêt contre Ismaël Haniyeh, Mohammed Deïf et Yahya Sinwar pour crimes de guerre et crimes contre l’humanité.

### Massacres

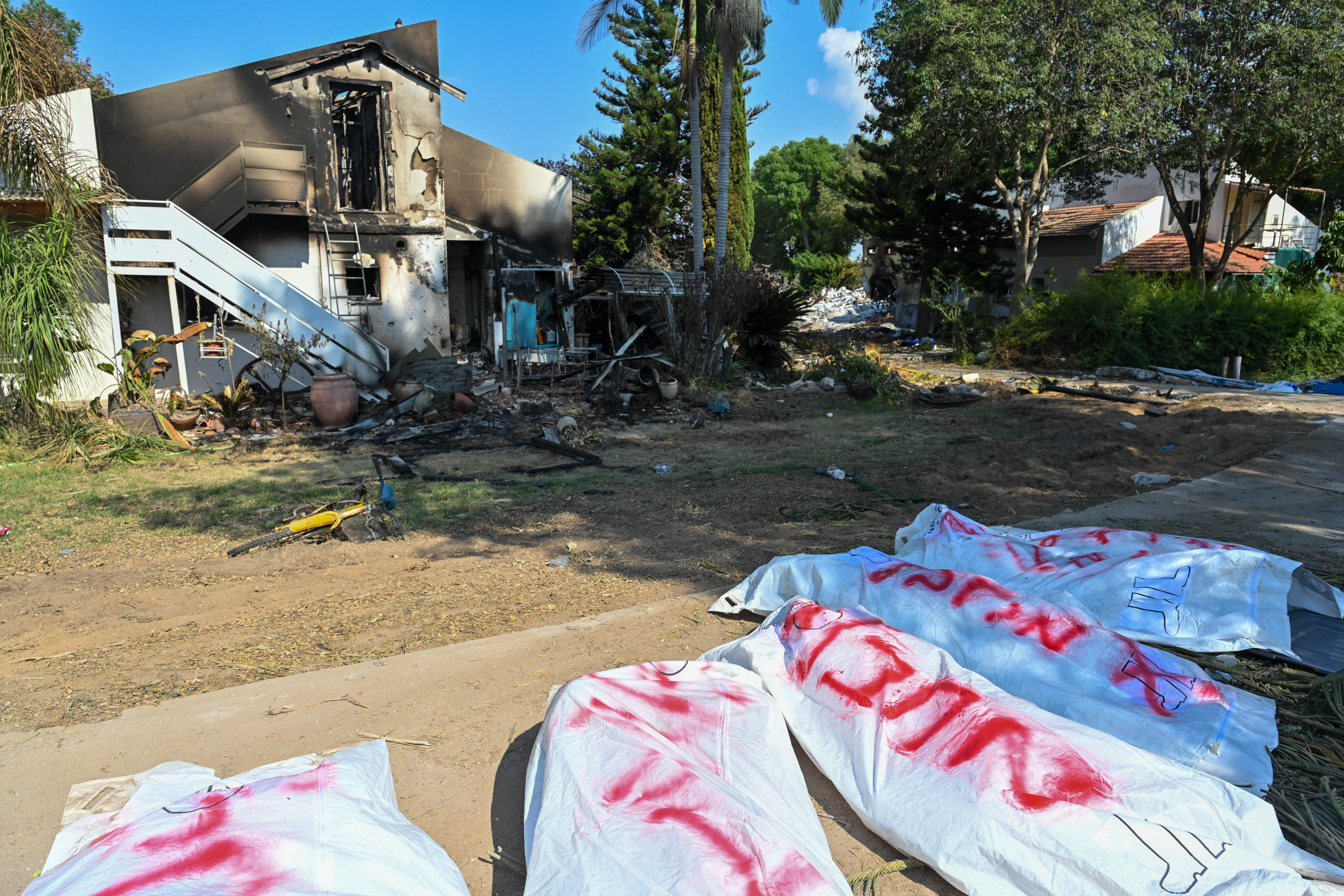
Image de Be'eri à la suite de l'attaque du village par le Hamas.

Le 12 octobre, le juriste américain Jens David Ohlin affirme que les attaques du Hamas violent potentiellement les articles 6 (crime de génocide), 7 (crime contre l’humanité) et 8 (crime de guerre) du Statut de Rome. Selon lui, les attaques peuvent violer l'article 6, s'il est prouvé que les auteurs ont agi dans une « intention génocidaire ». Le 7 octobre, alors que ses forces massacrent des civils israéliens, Ismail Haniyeh, chef du Bureau politique du Hamas, déclare dans un discours l'intention de l'opération Déluge d'al-Aqsa : « Nous voulons libérer notre terre, nos lieux saints, notre mosquée Al-Aqsa, nos prisonniers »,.
Le 18 octobre, l'ONG Human Rights Watch, mandatée par la Cour pénale internationale, dit avoir vérifié des vidéos des attaques du 7 octobre, montrant des incidents d'assassinats délibérés, et présente cette analyse dans un dossier d’enquêtes en tant que crimes de guerre présumés.
Selon Ohlin, les groupes militants ont violé l'article 7 s'il existe des preuves montrant les attaques comme faisant partie d'un « plan ou d'une politique » organisé. Enfin, conclue Ohlin, les attaquants ont violé l'article 8 en tuant des civils. En effet le 7 octobre, les groupes terroristes coordonnés commettent de nombreux massacres sur le sol israéliens. 260 personnes sont tuées lors du festival de musique de Reim, 112 à Be'eri et 73 à Kfar Aza, etc. Les victimes auraient été immolées, démembrées et décapitées. Le 15 octobre, selon un groupe de 100 experts en droit israélien et international, des vidéos diffusées sur les réseaux sociaux montrent des crimes de guerre,.
Lors du massacre du festival de musique de Reim, les attaquants du Hamas massacrent 270 civils et en blessent de nombreux autres, tirant méthodiquement sur les participants en fuite et se cachant, et prenant des otages, lors de la plus grande attaque terroriste de l'histoire d'Israël. Des témoins rapporte que des femmes ont été violées et certaines mutilées,,.
Lors du massacre de Be'eri, environ 70 membres du Hamas massacrent au moins 130 personnes, soit environ 10 % de la population de la ville, dont des femmes, des enfants et des nourrissons. Une fois à l'intérieur du kibboutz, ils sont allés de maison en maison, tirant ou capturant les habitants.

### Prises d'otages
La prise d'otages est interdite dans les conflits armés non internationaux, conformément à l'article 1(b) de l'article 3 commun aux Conventions de Genève et au droit international humanitaire coutumier, et est reconnue comme un crime de guerre en vertu du Statut de Rome de la Cour pénale internationale. Les otages peuvent être des civils ou des individus ne participant pas activement aux hostilités, y compris des membres des forces armées qui se sont rendus ou sont détenus.
Lors de l'attaque du Hamas, environ 200 personnes sont kidnappées par les attaquants palestiniens,. Aux termes de la Convention de Genève, la prise d'otages est décrite comme une « infraction grave »,. En réponse aux frappes aériennes israéliennes sur des résidences civiles, le Hamas menace le 13 octobre d'exécuter un otage chaque fois qu'Israël bombardera une maison sans donner d'avertissement préalable. Ces actions ne seront pas suivies d’effet. Selon Omar Shakir, directeur de Human Rights Watch pour Israël et la Palestine, la prise d'otages est un « crime odieux » sans justification. Amnesty International pointe les actions des attaquants – y compris les prises d'otages – « violent de manière flagrante le droit international ».

#### Établissements médicaux
En temps de guerre, les installations médicales sont considérées comme des lieux protégés et leur utilisation à des fins militaires constitue un crime de guerre. Cependant, les autorités israéliennes prétendent que le Hamas utilise des hôpitaux et d’autres installations médicales telles que des ambulances, et exploite notamment un important centre de commandement et de contrôle situé sous l’hôpital Al-Shifa de Gaza-ville. Ghassan Abu-Sittah, médecin résident à al-Shifa, qualifie cette affirmation d'« excuse farfelue » pour le bombarder. En réponse aux allégations de Tsahal, le médecin norvégien Mads Gilbert déclare qu’Israël dispose d'un historique bien documenté d’attaques contre des établissements de santé civils sans jamais fournir de preuves réelles qu’ils sont utilisés à des fins militaires,. Selon Amer Abu Awash, membre de la force d'élite Nukhba du Hamas et interrogé menotté par les FDI, une grande partie des infrastructures souterraines du Hamas se trouve sous les hôpitaux, placées là pour qu'Israël « ne les frappe pas »,.

### Tirs aveugles de roquettes
L’attaque du 7 octobre comprend au moins 3 000 roquettes dirigées vers Israël, dont plus de 8 000 ont été tirées depuis le début de la guerre,. Les roquettes tombent jusqu'à Tel Aviv et la périphérie de Jérusalem. Human Rights Watch dénonce ces bombardements à la roquette comme étant des attaques aveugles,. Il s'agit notamment de frappes directes et répétées contre des établissements médicaux, tels que le centre médical Barzilaï à Ashkelon, notamment les établissements pédiatriques de l'Institut pour le développement de l'enfant, en Israël. Les organisations de défense des droits de l’homme et les universitaires condamnent ces attaques comme constituant un crime de guerre,.

### Enfants soldats
Le Hamas est accusé d'utiliser et de recruter des enfants soldats. En outre, les Gardiens de la révolution iraniens ont tenté de recruter des volontaires, y compris des enfants, pour combattre aux côtés du Hamas contre Israël.
L'utilisation et le recrutement d'enfants de moins de 16 ans constituent un crime de guerre, et des groupes comme Amnesty International avaient déjà appelé le Hamas et d'autres groupes militants palestiniens à « mettre un terme immédiat à l'utilisation ou à l'implication de tout type d'enfants dans des activités armées »,,.

## Par le gouvernement israélien
De nombreuses accusations de crimes de guerre sont portées contre l'État d'Israël pour ses actions contre des civils. Ces accusations émanent de Human Rights Watch, d'Amnesty International, de B'tselem et de groupes et experts des droits de l'homme, y compris des rapporteurs de l'ONU.
Les critiques affirment que l’administration Biden donne son approbation tacite aux crimes de guerre israéliens. Selon Antony Blinken, l’administration Biden fait preuve d’une « haute tolérance » à l’égard des événements à Gaza. Le 27 octobre, la Maison Blanche annonce qu'elle ne compte imposer aucune ligne rouge aux actions israéliennes.

### Bombardements aveugles contre les civils

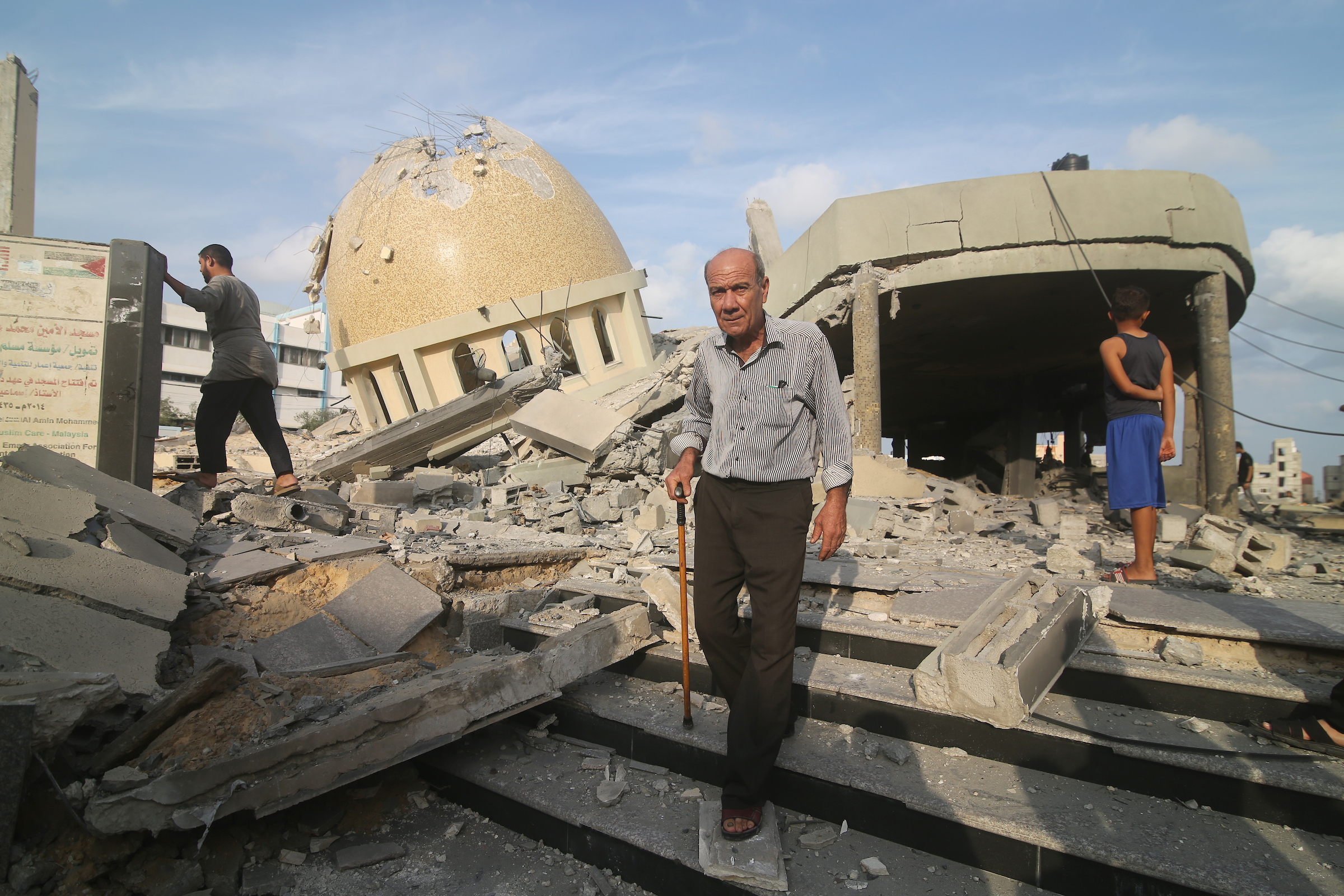
Une mosquée détruite par une frappe aérienne israélienne à Khan Younis le 8 octobre.

Au cours de la première semaine de la guerre, Tsahal a mené 6 000 frappes aériennes sur Gaza, tuant plus de 3 300 civils et en blessant plus de 12 000,. Les frappes ont touché des lieux spécifiquement protégés, notamment des hôpitaux, des marchés, des camps de réfugiés, des mosquées, des établissements d’enseignement et des quartiers entiers. Selon un groupe de rapporteurs spéciaux de l'ONU, les frappes aériennes aveugles d'Israël sont « absolument interdites par le droit international et constituent un crime de guerre ». Le porte-parole de l'armée israélienne, Daniel Hagari, déclare que « l'accent est mis sur les dégâts et non sur la précision ».
Le 9 octobre, Tsahal mène une frappe aérienne faisant de nombreuses victimes sur le marché du camp de réfugiés de Jabalia. L'attaque entraîne la mort de plus de soixante civils et provoque d'importants dégâts. À la suite des frappes aériennes israéliennes dans d’autres zones, des civils déplacés ont cherché refuge dans le camp, rendant cette zone densément peuplée au moment de la frappe.
Le même jour, Tsahal mène une frappe aérienne sur le camp de réfugiés densément peuplé d'Al-Shati. Les médias palestiniens rapportent que ce bombardement a fait de nombreuses victimes civiles et détruit quatre mosquées, dont la mosquée al-Gharbi, la mosquée Yassin et la mosquée al-Soussi, dont les destructions seront toutes confirmée par des images satellite. En vertu du Statut de Rome, attaquer intentionnellement des lieux de culte dans un conflit non international constitue un crime de guerre. Les frappes aériennes dans le camp de réfugiés d'Al-Shati sont qualifiées de « massacre contre tout un quartier » par le ministère palestinien de la Santé du Hamas,.
Le 17 octobre, Tsahal bombarde une école de l'UNRWA abritant 4 000 réfugiés dans le camp de réfugiés d'Al-Maghazi, tuant six personnes et en blessant des dizaines. Philippe Lazzarini, le commissaire général de l'UNRWA, qualifie l'attaque de « scandaleuse » et de « mépris flagrant pour la vie des civils »,. Le 19 octobre, l'armée de l'air israélienne bombarde l'église Saint-Porphyre où se réfugiaient des centaines de chrétiens et de musulmans, tuant 16 personnes. Le Patriarcat grec orthodoxe de Jérusalem condamne comme « un crime de guerre qui ne peut être ignoré ». Le 24 octobre, le secrétaire général de l'ONU, António Guterres, appelle à un cessez-le-feu immédiat, après les « violations claires » d'Israël du droit international humanitaire.
Le 1er novembre, à la suite de deux frappes aériennes contre le camp de réfugiés de Jabaliya, le Haut-Commissariat des Nations Unies aux droits de l'homme déclare : « Nous sommes sérieusement préoccupés par le fait qu'il s'agit d'attaques disproportionnées qui pourraient constituer des crimes de guerre ». Le 3 novembre, Israël bombarde un convoi médical devant l’hôpital Al-Shifa, affirmant viser le Hamas. En réponse, Yanis Varoufakis note : « Même si l'ambulance transportait un suzerain du Hamas, le bombardement viole la Convention de Genève ». Le secrétaire général des Nations unies, António Guterres, se déclare « horrifié » par l'attaque.

### «Châtiment» collectif
Plusieurs mesures prises par l'armée israélienne, notamment le blocus de l'électricité, de la nourriture, du carburant et de l'eau, sont qualifiées de « punition collective », un crime de guerre interdit par les traités dans les conflits armés internationaux et non internationaux, plus spécifiquement par l'article 3 commun des Conventions de Genève,.
Le président israélien Isaac Herzog accuse les habitants de Gaza de responsabilité collective dans la guerre ,. D'après le président international de Médecins sans frontières, Christos Christou, des millions de civils à Gaza sont confrontés à une « punition collective » en raison du blocus imposé par Israël sur le carburant et les médicaments,,. Tom Dannenbaum, professeur de droit à l'Université Tufts, écrit : le siège « provoque la famine des civils comme méthode de guerre, constituant une violation du droit humanitaire international et un crime de guerre ». L'utilisation par Israël de « la famine comme méthode de guerre » constitue une violation du droit international et Gaza est « collectivement punie à la vue du monde entier », écrit Oxfam le 25 octobre.

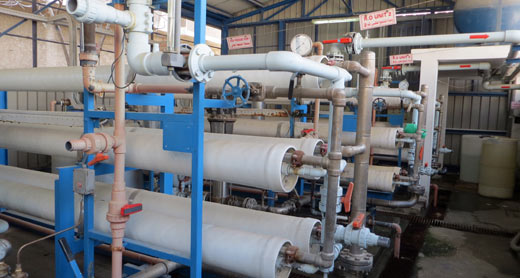
Usine de traitement et purification de l'eau à Khan Yunes (2018)

Dans le cadre du blocus israélien de Gaza, l'accès à l'eau est fermé,. En temps habituel, Israël fournit à la bande de Gaza moins de 10 % d'eau potable consommée par la population ; le reste est livré par l’Égypte ou provenant de l’eau pompée de l’aquifère côtier palestinien ou encore produite par les usines de dessalement de Gaza - lesquelles ne peuvent fonctionner correctement quand le carburant livré par l'ONU est confisqué par le Hamas pour son usage militaire ou que les installations sont détériorées.
L’article 51 des règles de Berlin sur les ressources en eau (en) interdisent aux combattants de couper l’eau ou les infrastructures hydrauliques pour provoquer l'assoiffement volontaire ou forcer le déplacement des populations concernées. Le secrétaire général de l'ONU Antonio Guterres « dénonce punition collective des Palestiniens ». Le chef de la diplomatie européenne, Josep Borrell, qualifie ces actions menées par Israël comme « non conforme au droit international ». Le 14 octobre, l'UNRWA dénonce le manque d'eau potable dans Gaza, deux millions de personnes risquant de mourir de déshydratation. Les travailleurs humanitaires à Gaza nient la disponibilité de la ressource vitale dans cette zone. Les civils boivent de l’eau de mer et de l’eau contaminée par les eaux usées pour survivre.
Dans une interview accordée au New Yorker, l'experte des droits de l'homme Sari Bashi souligne le caractère historiquement unique du fait que les responsables israéliens admettent ouvertement qu'ils s'engagent dans une punition collective. Le 18 octobre, António Guterres déclare que les attaques du Hamas « ne peuvent justifier la punition collective du peuple palestinien ». Le 24 octobre, Human Rights Watch critique le refus d'Israël d'autoriser l'entrée de carburant ou d'eau à Gaza, le qualifiant de crime de guerre. Le 29 octobre, Karim Khan, de la Cour pénale internationale, estime qu'entraver l’acheminement de l’aide humanitaire à Gaza peut constituer un crime. En novembre 2023, pour Volker Türk, Haut-Commissaire des Nations Unies aux Droits de l'Homme, « la punition collective infligée par Israël aux civils palestiniens est également un crime de guerre, tout comme l'évacuation forcée illégale de civils ».

### Intelligence artificielle et baisse des normes humanitaires de l'armée israélienne
Selon le New York Times, le Washington Post et The Time of Israël, le recours massif à l'intelligence artificielle par l'armée israélienne, ainsi que le changement de politique consistant à éviter les cibles civiles, ont contribué à augmenter significativement le nombre de victimes civiles palestiniennes,.

### Neutralité médicale

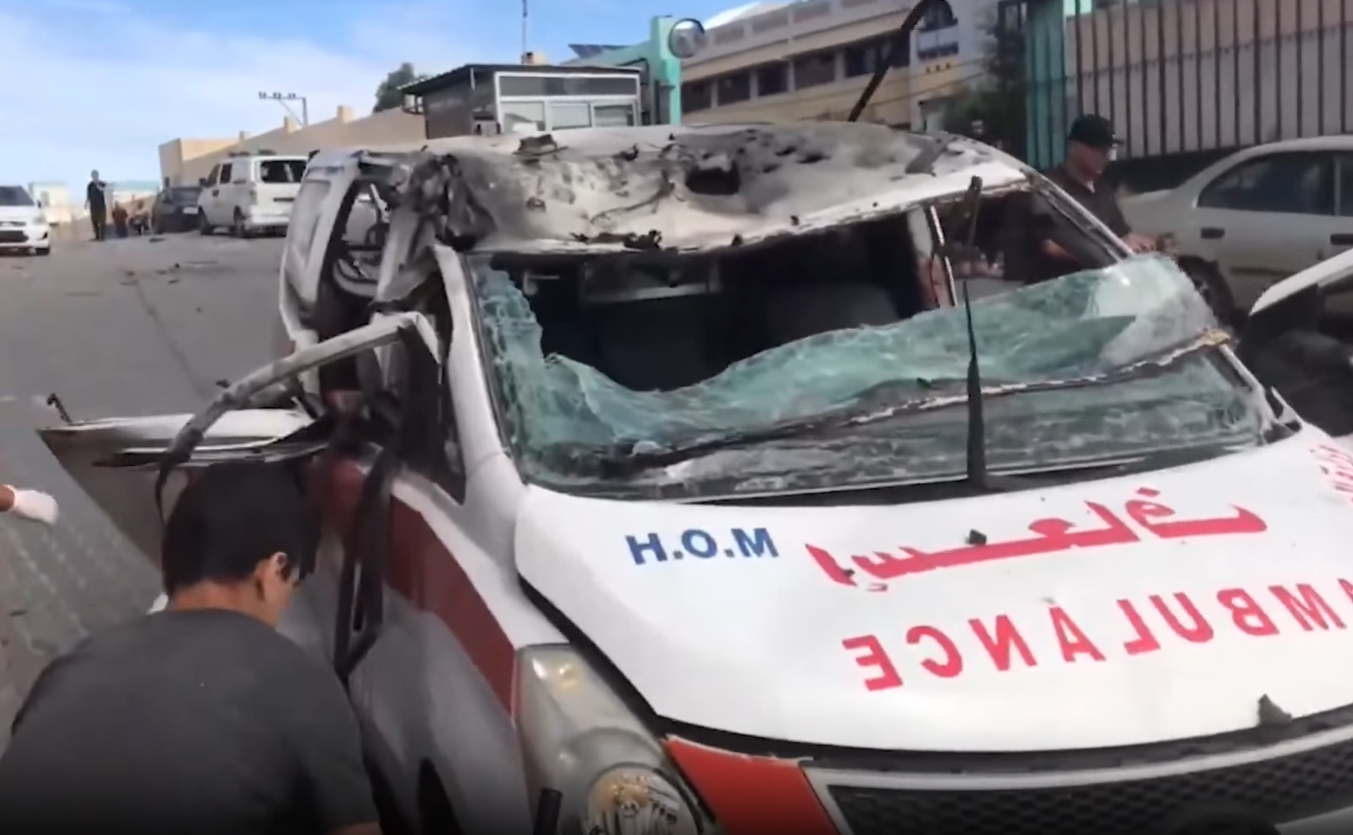
Ambulance du Croissant-Rouge palestinien détruite par une frappe aérienne israélienne.

Israël aurait violé la neutralité médicale (en), un crime de guerre selon les Conventions de Genève,. Selon les responsables de Gaza, Tsahal a délibérément ciblé les ambulances et les établissements de santé avec des frappes aériennes. Dans un communiqué, le Croissant-Rouge palestinien demande « des comptes pour ce crime de guerre ». La Fédération internationale des sociétés de la Croix-Rouge et du Croissant-Rouge, l'UNRWA et Médecins sans frontières signalent la mort de leur personnel médical. Le 14 octobre, l'Organisation mondiale de la santé cite : « le meurtre d'agents de santé et la destruction d'établissements de santé privent les civils de leur droit humain fondamental à une santé qui leur sauve la vie » et sont interdits par le droit international humanitaire,. Le 17 octobre, l'OMS dénombre 51 attaques d'établissements de santé par Israël,.
Le 21 octobre, selon des agents de santé et des groupes humanitaires, plusieurs hôpitaux de Gaza ont été touchés par des frappes aériennes et des bombardements. Le Croissant-Rouge palestinien accuse Israël d'avoir mené « délibérément » des frappes aériennes « directement autour » du deuxième plus grand hôpital de Gaza, l'hôpital al-Quds, au nord de Gaza, pour les forcer à évacuer l'établissement. L'OMS juge impossible l'évacuation de l'hôpital. Selon CNN, même ceux ayant évacué vers le sud ne sont pas en sécurité. Le 30 octobre 2023, l'hôpital de l'amitié turco-palestinienne, situé au sud de Gaza, est touché par un « coup direct ».
Le 3 novembre, une frappe aérienne israélienne touche un convoi d'ambulances au départ de l'hôpital Al-Shifa transportant entre 15 et 20 patients grièvement blessés. L'armée israélienne confirme la frappe, affirmant que l'une des ambulances est utilisée par une « cellule terroriste du Hamas » et se trouve à proximité de leur position. Au cours des semaines précédentes, Israël avait publié une vidéo d'animation montrant l'hôpital Al-Shifa utilisé comme un centre militaire souterrain caché et top secret, et soutient que les établissements hospitaliers cachent des centres de commandement et de contrôle du Hamas,,. Cependant, le droit de la guerre accorde une protection limitée aux installations médicales utilisées à de telles fins.
Cette violation de la protection accordée aux installations de santé apparaît systématique à Rafaëlle Maison, juriste, surtout après la découverte de charniers près des hôpitaux Al-Shifa et Nasser, auparavant occupés par l’armée israélienne, la CPI pouvant selon elle retenir les qualifications de crime de guerre, de crime contre l’humanité ou encore de génocide.

### Destructions massives
En juin 2025, après 20 mois de bombardements israéliens, l'ONU considère que 92% des bâtiments résidentiels ont été détruits ou endommagés.

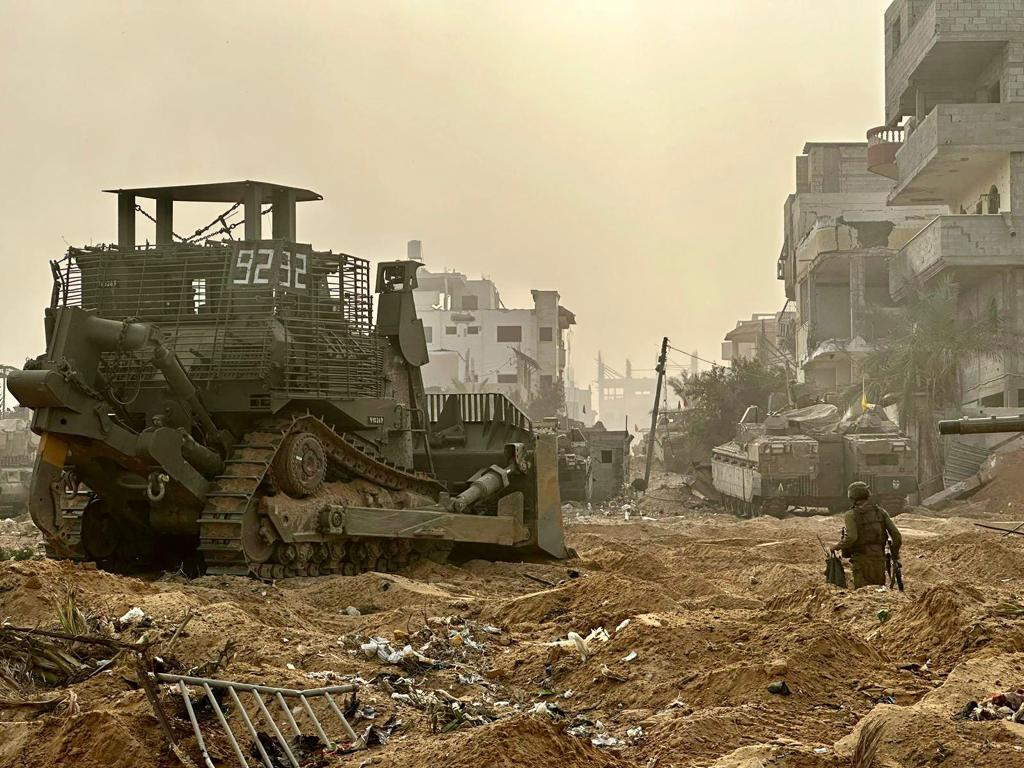
Bulldozer de l'armée israélienne déployé à Gaza, 2 novembre 2023.

De plus, depuis le début d'invasion terrestre, des centaines de bulldozers et d’excavateurs israéliens opèrent dans l’enclave palestinienne pour le compte de l’armée israélienne afin de démolir des habitations. Devant l'ampleur de la tâche, Tsahal est obligé de faire appel à des travailleurs civils pour conduire les engins. Pour la BBC, depuis mars 2025, « des villes et des banlieues entières, abritant autrefois des dizaines de milliers de personnes, ont été rasées », principalement dans le nord et le sud de l’enclave, bien au-delà des « zones tampons » que l’armée israélienne estime nécessaire pour sa campagne militaire. Selon le journal israélien Haaretz, cela montre qu'Israël « intensifie ses efforts pour rendre Gaza inhabitable pour les années à venir ». Et pour Neve Gordon, professeur israélien de droit international au Guardian : « Si la nécessité militaire exige de détruire une maison civile, on pourrait trouver des arguments en faveur de cette pratique. Mais si une localité ou un quartier est détruit, comme on le voit partout à Gaza, il s’agit d’une violation flagrante du droit international. » Certains juristes estiment que cette campagne de destruction pourrait même être considérée comme un crime de guerre.

### Évacuations forcées
Le 13 octobre, l'armée israélienne ordonne l'évacuation forcée de 1,1 million de personnes du nord de Gaza, affirmant vouloir séparer la population civile des terroristes se fondant parmi elle ; la population sera autorisée à rentrer chez elle après la guerre. Quelques jours auparavant, Israël organise l'évacuation de près de 200 000 résidents d'une quinzaine de villes et villages israéliens de l'enveloppe de Gaza, par mesure de sécurité dans les combats à venir,. Les responsables de Gaza demandent d'abord aux habitants palestiniens d'ignorer l'ordre - le ministère de l'Intérieur du Hamas affirmant qu'Israël cherche à « nous déplacer une fois de plus de notre terre ». Le Croissant-Rouge palestinien rejette également l'ultimatum : « Malgré les menaces de bombardement de l'occupation... La décision est prise. Nous ne sommes pas partis et ne partirons pas ». Le porte-parole du secrétaire général des Nations unies, Stéphane Dujarric, estime « impossible qu'un tel déplacement de population ait lieu sans provoquer des conséquences humanitaires dévastatrices ». L'ordre d'évacuation israélien est qualifié de transfert forcé par Jan Egeland, un diplomate norvégien impliqué dans les accords d'Oslo. Il déclare : « Il y a des centaines de milliers de personnes qui fuient pour sauver leur vie – [cela] ne doit pas être appelé une évacuation. Il s'agit d'un transfert forcé de personnes de tout le nord de Gaza, ce qui, selon la Convention de Genève, constitue un crime de guerre ». La rapporteuse spéciale de l'ONU, Francesca Albanese, met en garde contre un nettoyage ethnique massif à Gaza. L'historien israélien Raz Segal qualifie cette action de « cas d'école de génocide ». Cet ordre est condamné par l'ONU, Médecins sans frontières, l'UNICEF et l'IRC et d'autres associations.
Le 14 octobre, l'Organisation mondiale de la santé publie une déclaration condamnant l'ordre donné par Israël d'évacuation de 22 hôpitaux dans le nord de Gaza, le qualifiant de « condamnation à mort »,. Les médecins notent à la fois le manque de lits d'hôpitaux dans le sud de la bande de Gaza et l'impossibilité de transporter des patients, tels que des nouveau-nés dans des incubateurs et des patients sous respirateurs artificiel. Néanmoins, le 22 octobre, les forces israéliennes larguent des tracts dans le nord de Gaza indiquant que quiconque ne se conformera pas à l'évacuation sera considéré comme un « terroriste ».

### Attaques au phosphore blanc
Human Rights Watch et le Crisis Evidence Lab d'Amnesty International partagent des preuves selon lesquelles les unités militaires israéliennes frappant à Gaza et au Liban ont utilisé des obus d'artillerie au phosphore blanc ; Israël dément cette information, qualifiant l'accusation de « totalement fausse ». Les munitions au phosphore blanc sont autorisées sur les champs de bataille à des fins spécifiques telles que la création d'écrans de fumée, la génération d'éclairage et le marquage de cibles. Ils ne sont pas interdits en tant qu'armes chimiques par les conventions internationales en raison de leurs utilisations légitimes,.
Le phosphore blanc est utilisé dans la fumée, l'éclairage et les munitions incendiaires, et s'enflamme lorsqu'il est exposé à l'oxygène atmosphérique. Au contact, il peut provoquer des blessures profondes et graves, pouvant entraîner une défaillance de plusieurs organes, et même des brûlures mineures peuvent être mortelles. Le phosphore blanc est considéré comme une arme incendiaire et le troisième Protocole de la Convention sur certaines armes classiques interdit son utilisation contre des cibles militaires situées parmi des civils, bien qu'Israël n'en soit pas signataire. Selon Human Rights Watch, l'utilisation du phosphore blanc est « illégalement tiré à l'aveugle lorsqu'il est diffusé dans des zones urbaines peuplées, où il peut incendier des maisons et causer des dommages graves aux civils », et « viole l'obligation du droit international humanitaire de prendre toutes les précautions possibles » pour éviter des blessures civiles et des pertes de vies humaines. Selon l'enquêteur sur les armes d'Amnesty International, Brian Castner, la question de savoir si cette affaire particulière constitue un crime de guerre dépend de « la cible prévue de cette attaque et de l'utilisation prévue », mais que, « en général, toute attaque qui ne parvient pas à faire de distinction entre les civils » et les forces militaires peuvent potentiellement constituer une violation des lois de la guerre ».
Le 31 octobre, après son enquête, Amnesty International conclut qu'une attaque israélienne au phosphore blanc le 16 octobre est aveugle, illégale et « doit faire l'objet d'une enquête comme crime de guerre », en raison de son utilisation sur la ville libanaise peuplée de Dhayra, qui a blessé au moins neuf civils,. Le 2 novembre, la conclusion des enquêtes d'Amnesty International dénoncent quatre incidents survenus les 10, 11, 16 et 17 octobre, montrant l'utilisation de munitions au phosphore blanc par Israël,.

### Exécution de Palestiniens s'étant rendus
Le 10 octobre, les forces de défense israéliennes publient une vidéo montrant des soldats de Tsahal tirant sur quatre Palestiniens en train de se rendre. L'analyse des images indique que les hommes semblent capituler, trois d'entre-eux se trouvant au sol, les bras levés, l'un d'eux agitant un vêtement blanc. Aucun d’entre eux ne semble armé au moment de la fusillade, tandis qu’une vidéo ultérieure montre les corps déplacés, avec des armes placées à proximité d’eux sur le sol. Selon la conclusion de l'analyse, les quatre hommes étaient des Palestiniens non armés ayant quitté Gaza par une brèche dans le mur de séparation. Un porte-parole de Tsahal déclare n'avoir aucun commentaire à faire. Tuer des civils ou des combattants se rendant est un crime de guerre.

### Allégations de génocide
Le Hamas a longtemps été considéré comme nourrissant des aspirations au génocide contre Israël et sa population juive, sa charte de 1988 appelant notamment à tuer les Juifs,,.
Le 17 octobre, dix jours après le début de la guerre, 880 spécialistes du droit international et du génocide signent une déclaration publique citant : « En tant que spécialistes et praticiens du droit international, des études de conflits et des études sur le génocide, nous sommes obligés de tirer la sonnette d'alarme sur la possibilité d'un génocide en cours perpétré par les forces israéliennes contre les Palestiniens dans la bande de Gaza ».
La déclaration appelle les organismes des Nations Unies, notamment le Bureau des Nations Unies pour la prévention du génocide et la responsabilité de protéger, ainsi que le Bureau du Procureur de la Cour pénale internationale, à « intervenir immédiatement, mener les enquêtes nécessaires et invoquer les procédures d'alerte nécessaires pour protéger la population palestinienne d'un possible génocide ».
Le 19 octobre 2023, au milieu de la guerre à Gaza, 100 organisations de la société civile et six spécialistes du génocide ont envoyé une lettre à Karim Khan, procureur de la Cour pénale internationale, l'appelant à émettre des mandats d'arrêt contre les responsables israéliens pour des affaires déjà portées devant le procureur de la Cour ; à enquêter sur les nouveaux crimes commis dans les territoires palestiniens, notamment l'incitation au génocide, depuis le 7 octobre ; à publier une déclaration préventive contre les crimes de guerre ; et rappeler à tous les États leurs obligations en vertu du droit international. La lettre note que les responsables israéliens, dans leurs déclarations, ont indiqué « une intention claire de commettre des crimes de guerre, des crimes contre l'humanité et une incitation à commettre un génocide, en utilisant un langage déshumanisant pour décrire les Palestiniens ». Les six spécialistes du génocide ayant signé le document sont Raz Segal, Barry Trachtenberg, Robert McNeil, Damien Short, Taner Akçam et Victoria Sanford.
Le même jour, selon les avocats du Centre pour les droits constitutionnels, les tactiques d'Israël sont « calculées pour détruire la population palestinienne à Gaza », tout en avertissant l'administration Biden : « les responsables américains peuvent être tenus responsables de leur échec à empêcher le génocide israélien, ainsi que de leur complicité, en l’encourageant et en le soutenant matériellement ».
Le 20 mai 2024, le procureur général Karim Khan de la Cour pénale internationale requiert des mandats d’arrêt contre Benyamin Netanyahou et Yoav Gallant pour crimes de guerre et crimes contre l’humanité.

### Déplacement de la population gazaouie hors de la bande de Gaza: migration volontaire, déportation ou nettoyage ethnique?
Début 2024, le gouvernement israélien prépare des plans pour faire émigrer les Gazaouis hors de Palestine. Il sonde les gouvernements étrangers susceptibles d’accueillir des réfugiés gazaouis, dont le Congo et l’Arabie Saoudite, dès janvier 2024.
Après présentation d’un plan par le Coordinateur des activités gouvernementales dans les territoires (occupés) en février 2025, plan discuté par le gouvernement, en mars suivant, une administration spéciale est créée, dite Administration ou Bureau d’émigration volontaire, destinée à superviser l’émigration des Gazaouis hors de la Palestine,, sous la tutelle des ministères des Affaires étrangères, de la Défense, de la Justice et des Finances. Cette émigration est préparée en coopération avec les États-Unis. La procureure générale d’Israël a demandé à ce que le gouvernement la consulte à propos de ce plan de « déportation forcée » (selon l’expression de Shlomo Karhi, ministre des Communications), ce que le gouvernement a refusé de faire.
Le recours à cette émigration, sur la base du « volontariat » est officiellement envisagée comme la seule solution au problème sécuritaire à Gaza. Cette administration relève du ministère de la Défense, dirigée par Israël Katz.
L’objectif serait de faire partir la moitié des Gazaouis en deux ans,. Le ministre des Finances, Bezalel Smotrich, a annoncé que le financement ne serait pas un problème. Ce projet est assimilé à un « nettoyage ethnique »,,, qui pourrait être étendu à la Cisjordanie,. L’Modèle:Citaion est envisagée par Rafah vers l’Égypte, par l’aéroport d’Eilat-Ramon et le port d’Ashdod, pour un budget de 100 millions de dollars, soit moins cher que la reconstruction de Gaza.
Parallèlement, et sans lien annoncé avec la création de cette administration, en avril, l’Indonésie a donné son accord pour accueillir 1000 réfugiés humanitaires, blessés ou orphelins et la Jordanie accepte d’accueillir 3000 militants du Hamas. D’autres pays ont été sollicités dont le Sud-Soudan et la Somalie, approchés par le Mossad. Les premiers départs de Gazaouis ont lieu le 19 mars vers plusieurs pays d’Europe, à partir de l’aéroport Ramon près d’Eilat à bord d’un appareil de la flotte aérienne militaire roumaine, avec pour objectif 2500 ou 10 000 départs quotidiens. En mars 2025, au moins 1600 Gazaouis ont été transportés hors de Palestine par l’aéroport d’Eilat - Ramon. L’aéroport reçoit la visite du ministre Moshe Arbel début avril dans ce cadre. Fin avril, le total des départs de Gazaouis est estimé à plus de 36 000, soit 2 % de la population de l’enclave selon les autorités israéliennes. La plupart des départs se font vers l’Égypte, la Jordanie, les Émirats arabes unis, l’Europe occidentale, la Roumanie mais aussi la France, le Chili, la Bosnie ou Leipzig, en Allemagne. La plupart sont passés par le poste-frontière de Rafah, mais 2000 sont partis en avion par Eilat-Ramon, et quelques autres ont pu passer par le pont Allenby.

### Réactions internationales
Les responsables gouvernementaux du monde entier ont critiqué les crimes de guerre commis par Israël. Le président turc Recep Tayyip Erdoğan critique les pays occidentaux pour leur complicité dans ces crimes. Le président colombien Gustavo Petro qualifie la campagne israélienne de génocide. Le président égyptien Abdel Fattah al-Sissi et le roi Abdallah II de Jordanie condamnent tous deux la punition collective infligée à Gaza. Le président irlandais Michael D. Higgins demande que l'explosion à l'hôpital Al-Ahli fasse l'objet d'une enquête comme crime de guerre. Le président chilien Gabriel Boric et le président sud-africain Cyril Ramaphosa condamnent la « punition collective » infligée par Israël à la population civile de Gaza,,. Le président brésilien Luiz Inácio Lula da Silva déclare : « Ce n'est pas une guerre, c'est un génocide ». Selon le président cubain Miguel Díaz-Canel, les actions d'Israël violent la Convention de Genève.
Le ministre chinois des Affaires étrangères, Wang Yi, déclare qu'Israël punit collectivement Gaza. Le ministre indonésien des Affaires étrangères, Retno Marsudi, qualifie les actions israéliennes à Gaza de crimes contre l'humanité. Abdulla Shahid, ministre des Affaires étrangères des Maldives, avertit que l'évacuation du nord de Gaza peut constituer un « crime de guerre de migration forcé ». Le ministre iranien des Affaires étrangères, Hossein Amirabdollahian, qualifie les événements de génocide et de crime contre l'humanité. Le ministre syrien des Affaires étrangères Fayçal al-Meqdad qualifie les actions israéliennes de génocide.
Ione Belarra, le ministre espagnol des Droits sociaux, accuse l'UE et les États-Unis d'être « complices des crimes de guerre commis par Israël ». Belarra appelle en outre à ce qu'Israël soit dénoncé devant la CPI pour le génocide dans la bande de Gaza. Le Parti des travailleurs du président brésilien Luiz Inácio Lula da Silva qualifie officiellement les actions israéliennes à Gaza de génocide. Les responsables américains se disent alarmés par les affirmations israéliennes selon lesquelles la mort de civils est « inévitable », après avoir utilisé les bombardements atomiques d'Hiroshima et de Nagasaki comme exemples historiques.
Le 31 juillet 2024, le haut-commissaire des Nations unies déclare que Les Palestiniens arrêtés puis détenus par Israël dans le cadre de la guerre à Gaza, l’ont été en grande partie dans le secret et ont été soumis, dans certains cas, à un traitement s’apparentant à de la torture.